# Kasevälja
Koordinaten: 59° 5′ N, 27° 20′ O
Kasevälja ist ein Dorf (estnisch küla) in der Landgemeinde Alutaguse (bis 2017 Iisaku). Es liegt im Kreis Ida-Viru (Ost-Wierland) im Nordosten Estlands.
Das Dorf hat 45 Einwohner (Stand 16. Oktober 2010).